# Мечетлинский сельсовет
Мечетлинский сельсовет — муниципальное образование в Салаватском районе Башкортостана.
Административный центр — село Мечетлино.

## История
Согласно Закону о границах, статусе и административных центрах муниципальных образований в Республике Башкортостан имеет статус сельского поселения.

## Население
| 2002  | 2009  | 2010  | 2012  | 2013  | 2014  | 2015  |
| ----- | ----- | ----- | ----- | ----- | ----- | ----- |
| 1522  | ↗1762 | ↘1636 | ↘1610 | ↘1596 | ↘1570 | ↘1551 |
| 2016  | 2017  | 2018  |       |       |       |       |
| ↗1570 | ↘1549 | ↗1556 |       |       |       |       |

## Состав сельского поселения
| № | Населённый пункт | Тип населённого пункта       | Население |
| - | ---------------- | ---------------------------- | --------- |
| 1 | Мечетлино        | село, административный центр | ↘713      |
| 2 | Ахуново          | деревня                      | ↘673      |
| 3 | Кусепеево        | деревня                      | ↘250      |

## Известные уроженцы
- Галин, Венер Ягафарович (род. 2 апреля 1937) — советский и российский учёный в области механики, лауреат Государственной премии РФ (2000)[15][16].
- Яруллин, Хамид Гатауллинович (25 февраля 1935 — 5 июня 2015) — театральный актёр, Заслуженный артист Башкирской АССР (1972), Народный артист Башкирской АССР (1977), Заслуженный артист РСФСР (1985)[17][18].